# Čanjevo
Čanjevo es una localidad de Croacia en el municipio de Visoko, condado de Varaždin.

## Geografía
Se encuentra a una altitud de 281 m s. n. m. a 57 km de la capital nacional, Zagreb.

## Demografía
En el censo 2011, el total de población de la localidad fue de 184 habitantes.
| Gráfica de población de Čanjevo 1857-2011                           |
|                                                                     |
| Según los censos de población de la oficina estadística de Croacia. |